# Star Valley Ranch (Wyoming)
Star Valley Ranch város az USA Wyoming államában, Lincoln megyében. Lakosainak száma 1866 fő (2020. április 1.).

## Népesség
A település népességének változása:

| 2010 | 1 503 |
| 2020 | 1 866 |